# 艾倫代爾
艾倫代爾（英語：Allendale）是一个美國城市，位於密苏里州价值县。根據2010年的人口普查，當地人口为53人。

## 地理
艾倫代爾位于40°29′5″N 94°17′24″W / 40.48472°N 94.29000°W (40.484813,-94.290028)。
根据美国人口普查局，當地总面积为0.57平方英里（1.48平方）。

### 2010年人口普查
根據2010年人口普查，當地人口共有52人，有25戶家庭，其中有20个家庭居住在村里。
25家庭中，有12.0％的儿童年龄為18岁以下，76.0％為同居的已婚夫妇，有4%家庭為65岁或以上的獨居老人。

### 2000年的人口普查
根據2000年人口普查，當地人口為54人，有26戶家庭，其中15戶家庭居住在镇裏。
26个家庭中，有15.4%家庭的子女年龄為18岁以下，53.8%為同居的已婚夫妇，19.2%为65岁或以上的獨居老人。